# Teenage Hadebe
Teenage Hadebe, né le 17 septembre 1995 à Bulawayo au Zimbabwe, est un footballeur international zimbabwéen, qui joue au poste de défenseur central au FC Cincinnati en MLS.

## Biographie

### Parcours en club
Hadebe rejoint le club turc du Yeni Malatyaspor le 14 juillet 2019.
Après deux saisons en Turquie, Hadebe s'engage en faveur du Dynamo de Houston, franchise de Major League Soccer, avec le statut de joueur désigné le 28 juin 2021. Ce n'est qu'un mois plus tard, le 20 juillet, qu'il participe à sa première rencontre lors d'un affrontement face aux Whitecaps de Vancouver.

### Parcours en sélection
Il joue son premier match en équipe du Zimbabwe le 16 novembre 2014, en amical contre le Maroc (défaite 2-1).
Il inscrits ses deux premiers buts en sélection le 31 mai 2016, lors d'un match amical contre l'Ouganda (victoire 2-0). Il participe dans la foulée à la Coupe COSAFA qui se déroule en Namibie. Lors de cette compétition, il joue trois matchs, inscrivant un but contre les Seychelles.
Le 5 novembre 2016, il inscrit à nouveau un but, en amical contre la Zambie (victoire 1-0). Ce match n'est toutefois pas reconnu par la FIFA.
En janvier 2017, il est retenu par le sélectionneur Callisto Pasuwa afin de participer à la Coupe d'Afrique des nations 2017 organisée au Gabon.

## Palmarès
En 2016, Hadebe remporte le Trophée de l'Indépendance avec son équipe de Chicken Inn. Lors de son passage en Turquie, il est nommé sur l'équipe de l'année de Süper Lig en 2019-2020,.

## Statistiques
| Saison                | Club                  | Championnat           | Championnat | Championnat | Coupe(s) nationale(s) | Coupe(s) nationale(s) | Compétition(s) continentale(s) | Compétition(s) continentale(s) | Compétition(s) continentale(s) | Séries | Séries | Total | Total |
| Saison                | Club                  | Division              | M.          | B.          | M.                    | B.                    | Comp.                          | M.                             | B.                             | M.     | B.     | M.    | B.    |
| 2017-2018             | Kaizer Chiefs         | Premier Division      | 13          | 1           | 3                     | 0                     | -                              | -                              | -                              | -      | -      | 16    | 1     |
| 2018-2019             | Kaizer Chiefs         | Premier Division      | 13          | 0           | 6                     | 0                     | C2                             | 4                              | 0                              | -      | -      | 23    | 0     |
| Sous-total            | Sous-total            | Sous-total            | 26          | 1           | 9                     | 0                     | -                              | 4                              | 0                              | 0      | 0      | 39    | 1     |
| 2019-2020             | Yeni Malatyaspor      | Süper Lig             | 23          | 0           | 4                     | 0                     | C3                             | 1                              | 0                              | -      | -      | 28    | 0     |
| 2020-2021             | Yeni Malatyaspor      | Süper Lig             | 30          | 2           | 2                     | 0                     | -                              | -                              | -                              | -      | -      | 32    | 2     |
| Sous-total            | Sous-total            | Sous-total            | 53          | 2           | 6                     | 0                     | -                              | 1                              | 0                              | 0      | 0      | 60    | 2     |
| 2021                  | Dynamo de Houston     | MLS                   | 17          | 0           | -                     | -                     | -                              | -                              | -                              | -      | -      | 17    | 0     |
| 2022                  | Dynamo de Houston     | MLS                   | 22          | 2           | 1                     | 0                     | -                              | -                              | -                              | -      | -      | 23    | 2     |
| 2023                  | Dynamo de Houston     | MLS                   | 8           | 0           | 0                     | 0                     | LCup                           | 0                              | 0                              | -      | -      | 8     | 0     |
| Sous-total            | Sous-total            | Sous-total            | 47          | 2           | 1                     | 0                     | -                              | 0                              | 0                              | 0      | 0      | 48    | 2     |
| Total sur la carrière | Total sur la carrière | Total sur la carrière | 126         | 5           | 16                    | 0                     | -                              | 5                              | 0                              | 0      | 0      | 147   | 5     |